# Jüchen

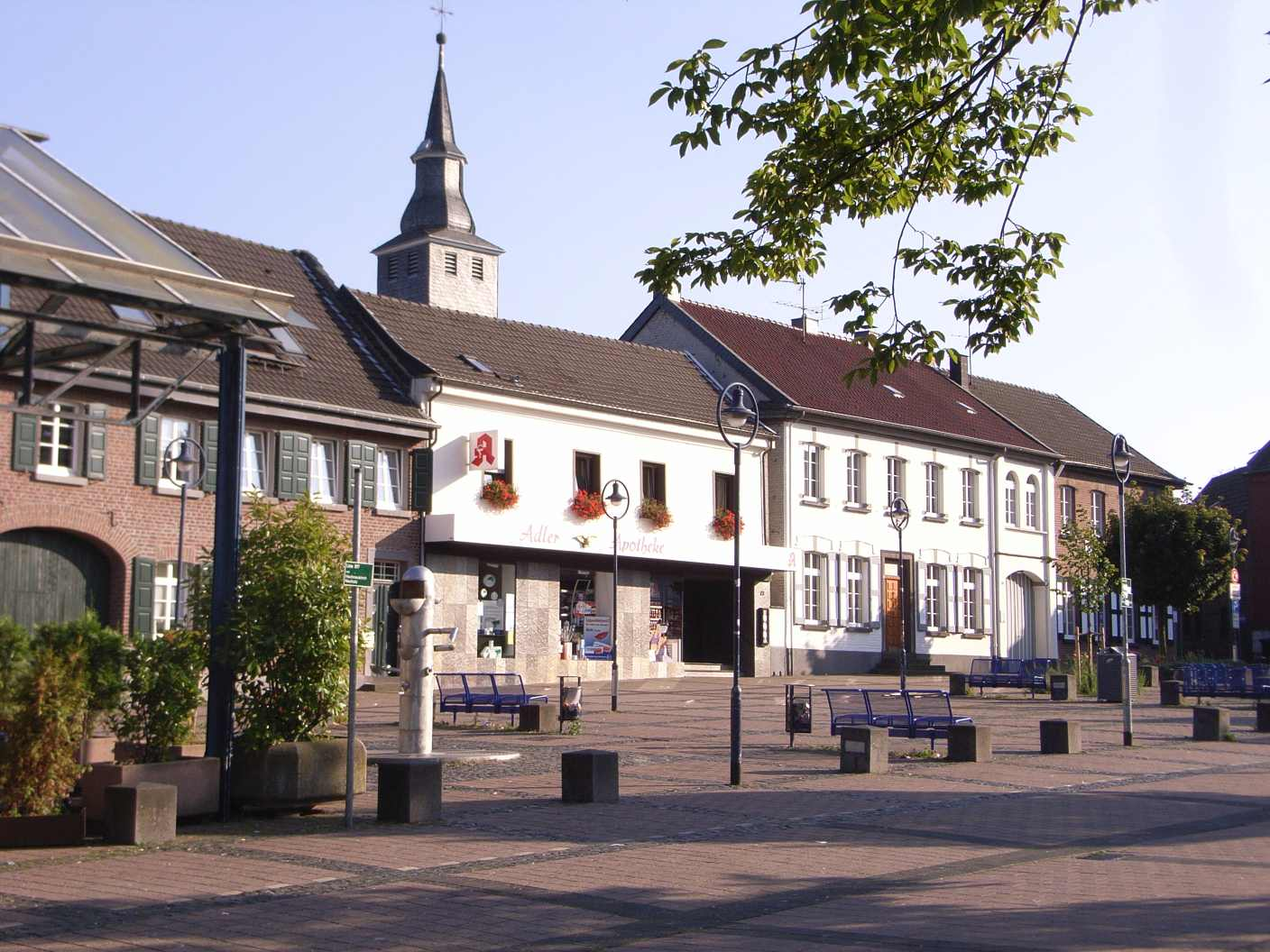
Marktplatz mit evangelischer Hofkirche

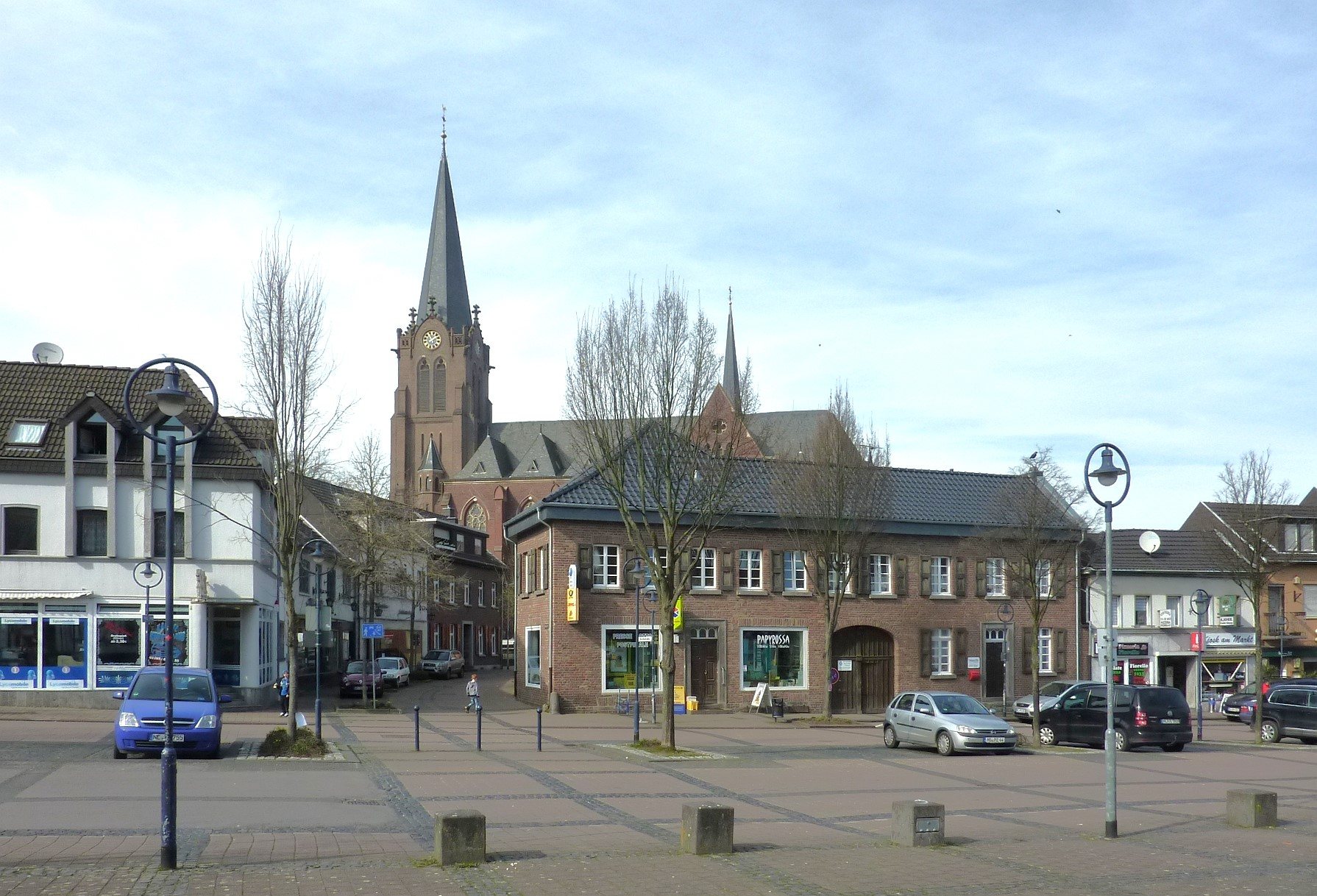
Zentrum und Pfarrkirche St. Jakobus

Jüchen ist eine mittlere kreisangehörige Stadt im Rhein-Kreis Neuss in Nordrhein-Westfalen. Sie liegt zwischen dem nordwestlich gelegenen Mönchengladbach und dem südöstlich gelegenen Grevenbroich. Der Tagebau Garzweiler befindet sich derzeit (Stand: Juni 2023) unmittelbar südlich des Jüchener Ortsteils Hochneukirch.

## Geografie

### Ausdehnung des Stadtgebiets
Die Nord-Süd-Ausdehnung beträgt 10,8 Kilometer und die Ost-West-Ausdehnung 9,4 Kilometer.

### Nachbargemeinden
Nachbargemeinden bzw. -städte Jüchens sind im Uhrzeigersinn:
- Stadt Korschenbroich, Stadt Grevenbroich (alle im selben Kreisgebiet),
- Stadt Bedburg (im Rhein-Erft-Kreis),
- indirekt Gemeinde Titz (im Kreis Düren),
- Stadt Erkelenz (im Kreis Heinsberg)
- kreisfreie Stadt Mönchengladbach

### Stadtgliederung
Zur Stadt Jüchen gehören folgende Ortsteile:
- Aldenhoven
- Bedburdyck
- Damm
- Dürselen
- Garzweiler
- Gierath
- Gubberath
- Hackhausen
- Herberath
- Hochneukirch
- Holz
- Hoppers
- Jüchen
- Kamphausen
- Kelzenberg
- Mürmeln
- Neuenhoven
- Otzenrath/Spenrath
- Priesterath
- Rath
- Schaan
- Schlich
- Schloss Dyck
- Stessen
- Stolzenberg
- Waat
- Wallrath
- Wey

Hochneukirch hieß bis zum Anschluss an das Kaiserliche Eisenbahnnetz im Jahr 1873 Neukirchen.
Im Zuge des Tagebaus Garzweiler wurden im Laufe der Zeit die Ortschaften:
- Alt-Garzweiler
- Alt-Holz
- Alt-Otzenrath
- Alt-Priesterath
- Alt-Spenrath
- Stolzenberg

umgesiedelt und später abgebaggert. Während der Umsiedlung wurden die Ortsnamen der bislang bestehenden Ortschaften (zur Unterscheidung) durch die Bezeichnung „Alt“ und die Ortsnamen der neu angelegten Ortslagen durch die Bezeichnung „Neu“ ergänzt. Nach der vollständigen Umsiedlung und Auflösung der alten Ortslagen wurden die Zusatzbezeichnungen „Neu“ vor den Ortsnamen der neuen Ortslagen entfernt.

## Geschichte
Erste Ansiedlungen gehen auf die urgeschichtliche Zeit (Bandkeramiker) zurück. Aus der Zeit des 4. und 5. Jahrhunderts wurden fränkische Gräber gefunden. Im Jahre 866 wurde der Abtei Prüm Grund in Iuhcgende / Iughgende geschenkt; diese frühe Erwähnung identifizierte man früher mit Jüchen, was heute jedoch abgelehnt wird.
Die sichere Ersterwähnung erfolgt zum Jahr 1273/4 als „Jughende“. Der Name kommt wohl vom Bach, der auf eine indogermanische Wurzel zurückgeht und etwa wallender Bach bedeutet. Ein anderer Ansatz vermutet den Namensursprung bei der römischen Villa Jucunda, die sich am Westrand des heutigen Jüchen befand. Jüchen gehörte bis zum Ende des 18. Jahrhunderts zum Herzogtum Jülich (Amt Kaster). 1794 wurde das Gebiet von französischen Truppen besetzt. Es entstand die Mairie Jüchen, die zum Kanton Odenkirchen im Arrondissement Krefeld im Département de la Roer gehörte. 1815 kam Jüchen an das Königreich Preußen. Aus der Mairie Jüchen wurde die Bürgermeisterei Jüchen, die 1816 an den Kreis Grevenbroich kam und 1929 an den Kreis Grevenbroich-Neuß. 1975 wurde Jüchen ein Teil des Rhein-Kreis Neuss.
Am 28. November 2017 wurde durch die Landesregierung Nordrhein-Westfalen, vertreten durch Ministerpräsident Armin  Laschet und Ministerin für Heimat, Kommunales, Bau und Gleichstellung Ina  Scharrenbach die Verordnung unterzeichnet, dass Jüchen zum 1. Januar 2019 zur mittleren kreisangehörigen Stadt ernannt wird.

### Eingemeindungen
In den 1930er Jahren kam es zu einigen lokalen Neugliederungen, die auch den Raum Jüchen betrafen: 1937 wurde das Amt Grevenbroich aufgelöst. Die Gemeinde Elsen wurde in die Stadt Grevenbroich eingemeindet und die Gemeinde Elfgen blieb eine selbständige Gemeinde im Amt Jüchen. Kurz hierauf wurde die Gemeinde Kelzenberg aufgelöst und in die Gemeinde Jüchen eingegliedert. 1964 wurde die Gemeinde Elfgen aufgrund der Braunkohlenplanungen aufgelöst und der Ort fand in der Stadt Grevenbroich seinen Umsiedlungsstandort. Am 1. Januar 1975 wurde die neue Gemeinde Jüchen aus den Gemeinden Jüchen, Hochneukirch, Garzweiler und Bedburdyck gebildet.

### Einwohnerentwicklung
(zum 30. September)
- 1983 – 20.926

(jeweils zum 31. Dezember)
- 1998 – 22.662
- 1999 – 22.636
- 2000 – 22.710
- 2001 – 22.569
- 2002 – 22.476
- 2003 – 22.517
- 2004 – 22.642
- 2005 – 22.793
- 2006 – 22.487
- 2007 – 22.534
- 2008 – 22.732
- 2010 – 22.455[8] (Stand: 30. Juni 2010)
- 2012 – 22.379
- 2013 – 22.556
- 2014 – 22.855
- 2015 – 23.260
- 2016 – 23.691 (Stand: 16. Juni 2016)
- 2018 – 23.757
- 2021 - 23.898  (Stand: 28. Juni 2023)

## Politik

### Stadtrat
Die Gesamtzahl der Sitze: im Jüchener Stadtrat beträgt 44 (regulär 38 Sitze, zuzüglich 6 Überhang- und Ausgleichsmandate). Nach der Kommunalwahl am 13. September 2020 verteilen sie sich folgendermaßen auf die einzelnen Parteien und Wählergemeinschaften:
- CDU: 19 Sitze
- SPD: 8 Sitze
- FDP: 5 Sitze
- GRÜNE: 6 Sitze
- FWG: 4 Sitze
- AfD: 2 Sitze

Im Februar 2025 trat ein aus der CDU-Fraktion ausgeschiedener Ratsherr der SPD-Fraktion bei. Die SPD hat seitdem 9 Sitze, die CDU hat 18.

### Bürgermeister
Harald Zillikens (* 1959) (CDU) wurde 2009 zum Bürgermeister gewählt und 2015 sowie 2020 im Amt bestätigt. Amtsvorgängerin war Margarete Kranz (CDU), die für eine Wiederwahl nicht mehr zur Verfügung stand.

### Städtepartnerschaften
- Leers in Frankreich
- Rebesgrün, Ortsteil der Stadt Auerbach/Vogtl. (Sachsen)

### Das Wappen der Stadt Jüchen
| Wappen von Jüchen | Blasonierung: „In Blau eine silberne Kirche in Seitenansicht, rechts ein goldenes Schild mit einem rot-gezungten schwarzen Löwen; oben rechts ein zunehmender, goldener Mond; oben links ein sechsstrahliger, goldener Stern.“ |
| Wappen von Jüchen | Wappenbegründung: Das an einer Urkunde vom 8. September 1303 im preußischen Staatsarchiv Düsseldorf (Urkunde-Nr. 17, Saarn, Zisterzienserinnen) hängende Siegel von Jüchen zeigt im runden Siegelfeld vorne, überhöht von einem nach außen offenen Halbmond, den Schild von Jülich als denjenigen der Grundherren, hinten mit je einem Kreuz auf Turm und Chor. Die Farben von Jülich sind bekannt: In Gold ein schwarzer Löwe mit roter Zunge. Dazu passend wurde als Farbe des Schildes von Jüchen Blau gewählt, worin dann über einer weißen Kirche mit schwarzer Tür und gleichen Fenstern gelbe Gestirne leuchten. Die dargestellte Kirche scheint das bei der Entstehung des Siegels in Jüchen vorhanden gewesene Gotteshaus zu sein. Die Zugaben Mond und Stern finden sich in dieser Zeit häufiger in Siegeln und Wappen. So ziert das älteste erhaltene Siegel von Titz bei Jülich aus dem Jahre 1343 über dem Jülicher Löwen ebenfalls Mond und Stern. Die Zutaten könnten durch die Kreuzzüge aus dem Orient, wo Mond und Stern noch zahlreiche Flaggen zieren, in das Rheinland gekommen sein. Das Stadtwappen wurde am 21. Juli 1978 genehmigt. |

## Kultur und Sehenswürdigkeiten

### Bauwerke

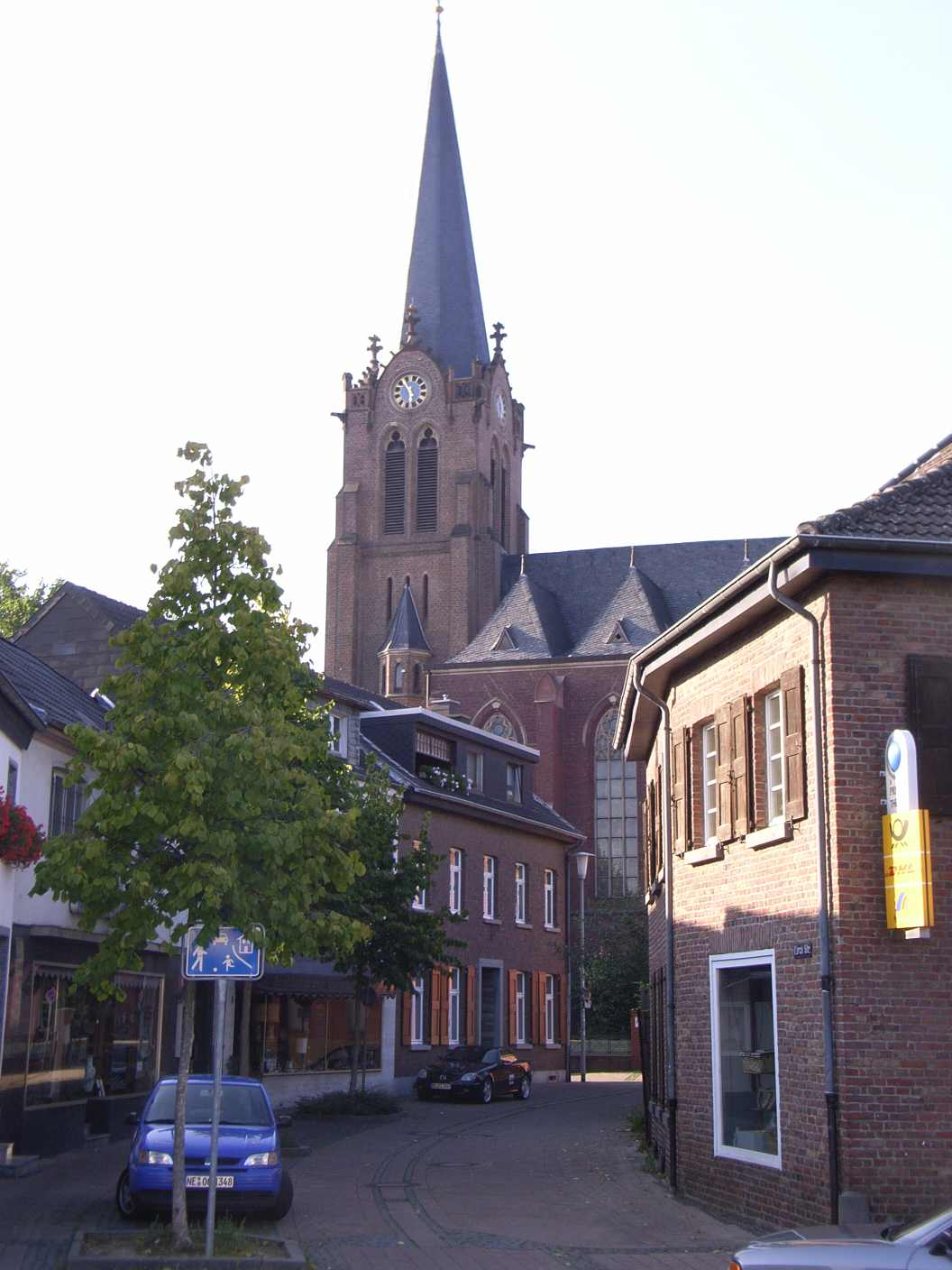
Katholische Pfarrkirche

- Neugotische katholische Kirche St. Jakobus d. Ä. in Jüchen
- Evangelische Hofkirche hinter den Häusern am Jüchener Markt
- Haus Katz in Jüchen, das denkmalgeschützte Gebäude beherbergt unter anderem das Jugendamt
- Windmühlentürme in Jüchen und Hochneukirch
- Schloss Dyck (bei Damm, früherer Stammsitz der Fürsten Salm-Reifferscheidt-Dyck)
- Nikolauskloster bei Damm
- Dycker Weinhaus in Damm
- Wasserturm in Alt-Holz (wegen Tagebau Garzweiler im Januar 2011 gesprengt)
- Katholische Kirchen in Hochneukirch und Bedburdyck
- Becherhof in Aldenhoven
- Burgturm Gierath
- Rittergut Leuffen in Alt-Otzenrath (wegen Tagebau Garzweiler abgerissen am 26. Februar 2007)

## Wirtschaft und Infrastruktur

### Unternehmen

#### Tagebau

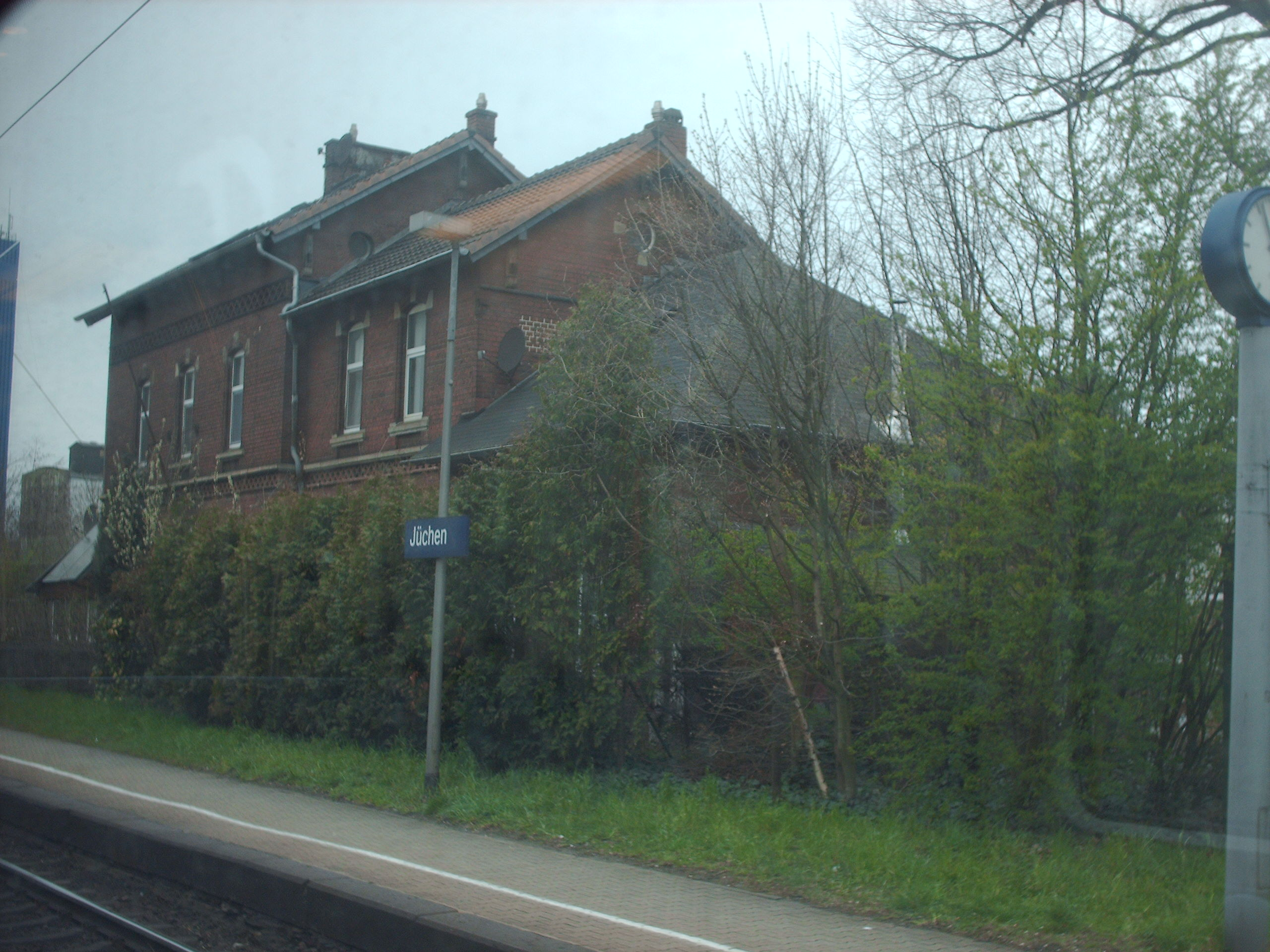
Der Bahnhof Jüchen heute

Südwestlich von Jüchen liegt der Tagebau Garzweiler. Die zur Gemeinde Jüchen gehörenden Ortsteile Garzweiler, Holz, Otzenrath und Spenrath wurden deshalb abgerissen und umgesiedelt. Der Braunkohletagebau Garzweiler ist von einem Aussichtspunkt aus einzusehen.

#### Weiteres
Siehe: Windpark Jüchen

### Bildung
In Jüchen befinden sich in städtischer Trägerschaft insgesamt fünf Grundschulen (die kath. Grundschule in Hochneukirch, die Janusz-Korczak-Grundschule in Neu-Otzenrath, die Gemeinschaftsgrundschule in Jüchen, die Lindenschule in Gierath und die Gemeinschaftsgrundschule in Stessen), das Gymnasium Jüchen und die Gesamtschule Jüchen.

### Verkehr
Jüchen liegt an der Bahnstrecke Rheydt–Köln-Ehrenfeld und besitzt zwei Bahnstationen: Jüchen und Hochneukirch. Beide werden vom RE 8 und von der RB 27 bedient.
| Linie | Verlauf | Takt   |
| ----- | --- | ------ |
| RE 8  | Rhein-Erft-Express: (Mönchengladbach Hbf – Rheydt Hbf – Rheydt-Odenkirchen – Hochneukirch – Jüchen – Grevenbroich –)* Rommerskirchen – Stommeln – Pulheim – Köln-Ehrenfeld – Köln Hbf – Köln Messe/Deutz – Porz (Rhein) – Troisdorf – Friedrich-Wilhelms-Hütte – Menden (Rheinl) – Bonn-Beuel – Bonn-Oberkassel – Niederdollendorf – Königswinter – Rhöndorf – Bad Honnef (Rhein) – Unkel – Linz (Rhein) – Bad Hönningen – Rheinbrohl – Neuwied – Urmitz Rheinbrücke – Koblenz-Lützel – Koblenz Stadtmitte – Koblenz Hbf * nur werktags Stand: Fahrplanwechsel Dezember 2023                                | 60 min |
| RB 27 | Rhein-Erft-Bahn: Mönchengladbach Hbf – Rheydt Hbf – Rheydt-Odenkirchen – Hochneukirch – Jüchen – Grevenbroich – Rommerskirchen – Stommeln – Pulheim – Köln-Ehrenfeld – Köln Hbf – Köln Messe/Deutz – Köln/Bonn Flughafen – Troisdorf – Friedrich-Wilhelms-Hütte – Menden (Rheinl) – Bonn-Beuel – Bonn-Oberkassel – Niederdollendorf – Königswinter – Rhöndorf – Bad Honnef (Rhein) – Unkel – Erpel (Rhein) – Linz (Rhein) – Leubsdorf (Rhein) – Bad Hönningen – Rheinbrohl – Leutesdorf (Rhein) – Neuwied – Engers – Vallendar – Koblenz-Ehrenbreitstein – Koblenz Hbf Stand: Fahrplanwechsel Dezember 2023 | 60 min |

Der Bahnhof Jüchen wurde 1889 mit einem Empfangsgebäude errichtet, welches heute in Privatbesitz ist. Im Bahnhof von Hochneukirch mündete die bis 1983 von Jülich kommende Strecke ein.

## Persönlichkeiten
- Hermann Hersch (1821–1870), Dichter und Dramatiker
- Heinrich Siegmund Blanckertz (1823–1908), Begründer der deutschen Stahlfeder-Industrie
- Hans Busch (1884–1973), Physiker, Begründer der Elektronenoptik
- Jakob Bremer (1881–1963), Theologe, Gymnasiallehrer, Geschichts- und Heimatforscher
- Peter Bamm, eigentlich Curt Emmrich (1897–1975), Schriftsteller
- Fritz von Ameln (1901–1970), Mitglied des Landtages von Nordrhein-Westfalen
- Dietrich Zilleßen (* 1937), Professor für Religionspädagogik an der Universität zu Köln
- Horst Zilleßen (* 1938), Politikwissenschaftler und Hochschullehrer
- Willibert Kremer (1939–2021), Fußballspieler und -trainer
- Gerd Zimmermann (1949–2022), Fußballspieler
- Annette Schavan (* 1955), von 2005 bis 2013 Bundesministerin für Bildung und Forschung
- Sylvia Kollek (* 1970), aufgewachsen in Aldenhoven, war Jurymitglied der Fernsehshow Deutschland sucht den Superstar
- Julius Weckauf (* 2007), Kinderdarsteller